# Marco Borriello
Marco Borriello (født 18. juni 1982 i Napoli i Italien) er en italiensk fodboldleder og tidligere professionel fodboldspiller. Han er pr. 2019 sportsdirektør i klubben Ibiza-Eivissa. 
Som aktiv spiller har han spillet for en række italienske klubber, herunder AC Milan, Sampdoria, Treviso, Reggina, Triestina, Empoli, SPAL m.fl.

Borriello har spillet for Italiens U21-hold 2001-2003, hvor han spillede han 11 kampe og scorede 6 mål.
I december 2006 blev Borriello testet positivt for doping efter en kamp for AC Milan. Han blev suspenderet fra klubben, og AC Milan solgte efterfølgende en andel af kontrakten til Genoa, som Borriello skiftede til.
Borriello debuterede for det italienske A-landshold den 6. februar 2008 mod Schweiz, hvor Borriello spillede de sidste 20 minutter.
Borriellos yngre bror, Fabio, var også professionel fodboldspiller.
Efter Borriellos tilbagevenden til Milan fik han ikke den største succes før sæsonen 09/10. I sin første sæson var han plaget af en del skader, og han fik derfor ikke så meget spilletid. 